# 塞尔讷
塞尔讷（法語：Cerneux，法語發音：[sɛʁnø] ⓘ）是法国塞纳-马恩省的一个市镇，属于普罗万区。

## 地名
该地名以“Sethneux”和“Sernotum”的形式分别于11世纪与1255年被提及。

## 地理
塞尔讷（48°41'37"N, 3°20'39"E）面积22.1 平方千米，位于法国法蘭西島大區塞纳-马恩省，该省份为法国北部内陆省份，北起瓦兹省，西接埃松省、马恩河谷省、塞纳-圣但尼省和瓦兹河谷省，南至卢瓦雷省，东南接约讷省，东临马恩省和奥布省，东北接埃纳省。
与塞尔讷接壤的市镇（或旧市镇、城区）包括：圣马尔-维约迈松、桑西莱普罗万、布里地区欧热、库尔塔孔、莱什罗勒。

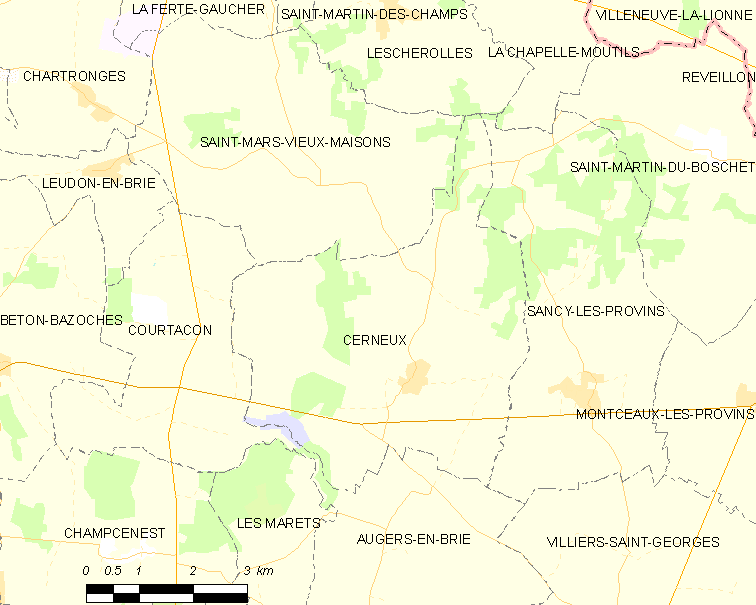
塞尔讷的OSM定位图

塞尔讷的时区为UTC+01:00、UTC+02:00（夏令时）。

## 行政
塞尔讷的邮政编码为77320，INSEE市镇编码为77066。

## 政治
塞尔讷所属的省级选区为普罗万县。

## 人口

1962-2008年间塞尔讷人口变化图示

塞尔讷于2022年1月1日时的人口数量为277人。